# 빅토르 파블로프
빅토르 파블로비치 파블로프(러시아어: Ви́ктор Па́влович Па́влов, 1940년 10월 5일 ~ 2006년 8월 24일)는 소련의 배우이다.
모스크바에서 태어났으며 모스크바에서 심근 경색으로 사망하였다 쿤세 보 묘지에 매장되었다.

## 영화
- 신들의 질투 (2000년)
- 크루세이더 (1995년)
- 검은 물 위에 (1993년)
- 감브리너스 (1990년)
- 톰소여의 모험 (1981년)
- 길 위에서의 심판 (1971년)
- 웬 더 트리스 워 톨 (1962년)